# Represor (genetika)
Represor je bjelančevinski proizvod gena regulatora koji kontrolira prepisivanje inducibilnih i represibilnih operona.
Transkripcija počinje to prije što je gen bliži promotoru, te produkta toga gena ima više. Represorska bjelančevina može kočiti transkripciju, jer se nalazi na operatoru čime onemogućuje RNK polimerazi pristupiti promotoru.